# Соколов Валентин Євгенович
Валентин Євгенійович Соколов (17 квітня 1935, Батурин — 29 грудня 2024) — Герой Радянського Союзу, заступник командира 3-й дивізії підводних човнів 1-й Краснознаменної флотилії підводних човнів Північного флоту, капітан 1-го рангу.

## Біографія
Народився 17 квітня 1935 року у селі Батурин (нині — місто Бахмацького району (суч. Ніжинський район) Чернігівської області України) у сім'ї службовця. Українець. У 1953 році закінчив Тбіліське Нахімовське військово-морське училище.
У Воєнно-морському Флоті з 1953 року. У 1957 році закінчив Вище військово-морське училище підводного плавання, у 1969 році — вищі курси. З 1957 року служив на малих дизельних підводних човнах Чорноморського флоту. Із липня 1969 року служив на атомних підводних човнах Північного флоту. З 1971 року — командир 173-го екіпажу 1-їфлотилії підводних човнів ВМФ СРСР, провів кілька бойових служб у Атлантиці і на Середземному морі. З червня 1976 року — заступник командира 3-ї дивізії підводних човнів 1-й Краснознаменної флотилії підводних човнів Краснознаменного Північного флоту.
У 1976 році капітан 1-го рангу Соколов В. Є. взяв участь у трансатлантичному переході двох підводних човнів з Північного на Тихоокеанський флот навколо Південної Америки. Він був призначений старшим борту торпедного атомного підводного човна проекту 671 «К-469». Завданням цього підводного корабля була бойова охорона 2-го підводного човна — ракетного підводного крейсера стратегічного призначення (з ядерним озброєнням на борті) проекту 667БИ «К−171» у тривалому плаванні, на віддалі від традиційних зон відповідальності ВМФ СРСР: через Атлантичний океан, протока Дрейка, у Тихий океан.
Завдання було успішно виконане: обидва підводних човни, завершивши 80-добовий перехід, увійшли у склад Краснознаменного Тихоокеанського флоту. Окрім цього було позитивно вирішене питання про використання торпедних атомоходів для охорони не лише районів патрулювання радянських стратегічних ракетоносців, але й для ближньої охорони окремих ракетних підводних крейсерів стратегічного призначення, що вийшли на бойове патрулювання.
За успішне виконання завдань та виявлені при цьому мужність і відвагу Указом Президії Верховної Ради СРСР від 25 травня 1976 року капітану 1-го рангу Соколову Валентину Євгеновичу присвоєно звання Героя Радянського Союзу з врученням ордена Леніна і медалі «Золота Зірка».
Командир підводного човна «К-469»  В. С. Урезченко був нагороджений орденом Леніна.
У 1977 році старшим борту АПЛ «К-481» виконав відповідальне завдання у Північному Льодовитому океані. У 1978 році закінчив академічні курси. Продовжив службу на Чорноморському флоті.
З жовтня 1985 року капітан 1-го рангу Соколов В. Є. — у запасі. Жив і працював у місті Одесі. Був головою Одеського відділу Міжнародного комітету «Мир океанам», головою Одеської міської ради ветеранів. Обирався делегатом XVII-го з'їзду Соціал-демократичної партії України.
Нагороджений радянськими орденами Леніна, «За службу Батьківщині у Збройних Силах СРСР» 3-го ступеня, українським орденом «За заслуги» 3-го ступеня, медалями.